# Art of Motion
Albums de Andy McKee
Dreamcatcher
(2004) Gates of Gnomeria
(2007)
Art of Motion est le troisième album du guitariste Andy McKee. Il y a composé toutes les chansons.
1. Art of Motion
2. When She Cries
3. Drifting
4. For My Father
5. Practice Is Perfect
6. Shanghaï
7. Into the Ocean
8. Nocturne
9. Heather's Song
10. Samus' Stardrive
11. Keys to the Hovercar
12. Rylynn